# День провозглашения Декларации независимости Кореи

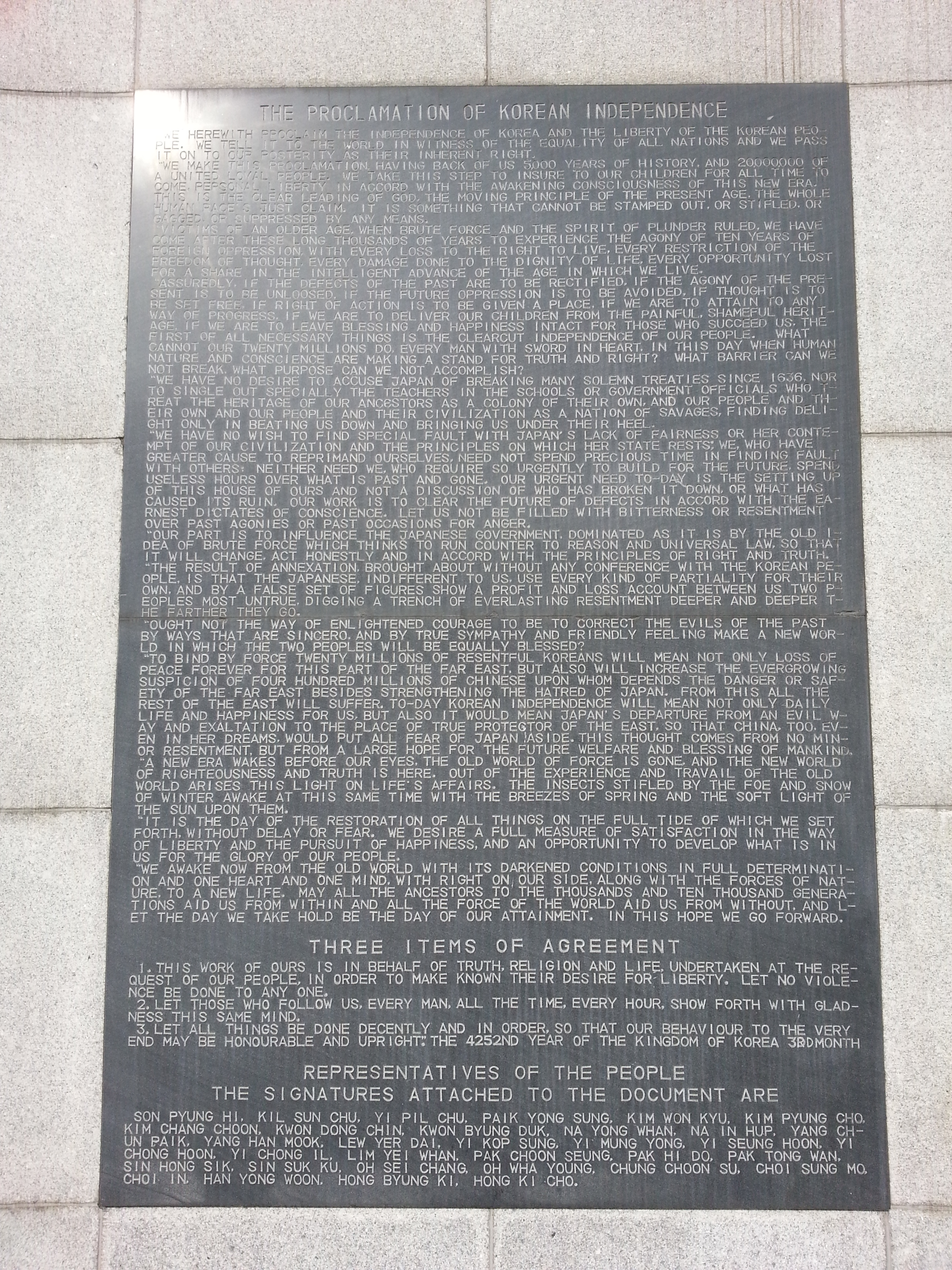
Английская версия Провозглашения независимости Кореи, выставленная в парке Тапгол в Сеуле

Декларация независимости (корейский: 2 · 8 독립 선언) была провозглашением, сделанным корейской организацией активистов за независимость. Корейская молодежная народная организация за независимость провозгласила её (조선청년독립단; 朝鮮靑年獨立團) в Токио, Япония, 1 марта 1919. В нем провозглашалось, что Корея, в то время бывшая колонией Японской империи, является независимым государством. Это официальный праздник и выходной день, называется официально День движения за независимость (삼일절, Самильджоль). Существует так же день независимости Кореи отмечают его 15 августа.
Движение 1 марта, провела акцию в парке Тхапколь в Сеуле, 33 активиста зачитали народу декларацию независимости Кореи. Акция было жестоко подавлена, прокатилась волна репрессий, унёсших жизни около 7 тысяч местных жителей, именно этот день стал в Южной Корее национальным праздником Самильджоль («Праздник 1 марта»), после этих событий появилось месяц спустя Временное правительство Кореи в изгнании. Почти тридцать лет спустя настоящая независимость Кореи наступила после капитуляции Японской империи в конце Второй мировой войны.

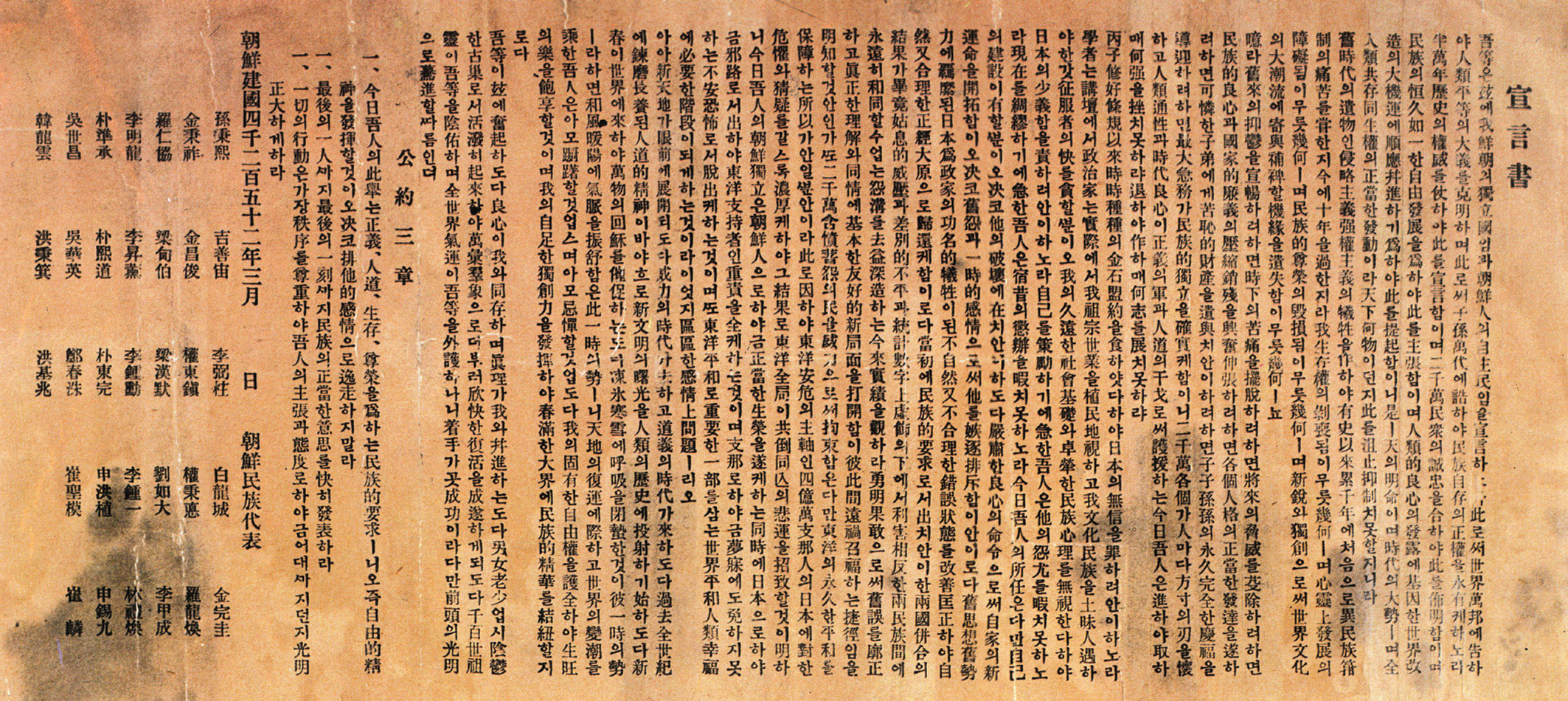
Оригинал Декларации независимости.

## Примечание
1. ↑  http://kkum.prkorea.com/proclamation/. Декларация о независимости Кореи (27 февраля 2019). Дата обращения: 22 апреля 2024. Архивировано 22 апреля 2024 года.
2. ↑  День движения за независимость (삼일절, Самильджоль) | Новость от 27.02.2019. KOTRA Новосибирск. Дата обращения: 30 апреля 2024.
3. ↑  Гайкин Виктор Алексеевич. Корейское студенчество в Японии и «Декларация независимости» 1919 г // Россия и АТР. — 2011. — Вып. 1. — С. 70–79. — ISSN 1026-8804. Архивировано 22 апреля 2024 года.